# CGC Viareggio 1972
Questa voce raccoglie le informazioni riguardanti il CGC Viareggio nelle competizioni ufficiali della stagione 1972.

## Stagione
Seconda stagione in Serie A. È stata una stagione travagliata, da infortuni, mancata preparazione, alcune assenze che hanno pesato. Fino all'ultimo la squadra lotta ed arriva penultima a 17 punti insieme al Follonica. A 18 punti Lodi e Valdagno si salvano. Occorre uno spareggio tra i bianconeri e la squadra del golfo. Ma bisogna attendere oltre un mese per tutti i ricorsi in essere. Alla fine si gioca a Breganze, il Viareggio perde per 4-3 e retrocede in Serie B.

## Maglie e sponsor
|  | 1ª divisa | 2ª divisa |

## Rosa
| N. |                   | Ruolo | Calciatore       |
| -- | ----------------- | ----- | ---------------- |
|    | Italia (bandiera) | P     | Coppola          |
|    | Italia (bandiera) | P     | Franco Palagi    |
|    | Italia (bandiera) | E     | Della Latta      |
|    | Italia (bandiera) | E     | Consorti         |
|    | Italia (bandiera) | E     | Paolo Bandieri   |
|    | Italia (bandiera) | E     | Riccardo Pardini |

| N. |                   | Ruolo | Calciatore      |
| -- | ----------------- | ----- | --------------- |
|    | Italia (bandiera) | E     | Aldo Bargellini |
|    | Italia (bandiera) | E     | Lirio Valenti   |
|    | Italia (bandiera) | E     | Piacentini      |
|    | Italia (bandiera) | E     | Martini         |